# بمب ساعتی
بمب ساعتی بمبی است که زمان انفجار آن با ساعت یا وسیله‌ای زمان‌سنج، تعیین و تنظیم می‌شود. اجزای آن باتری، چاشنی، خرج انفجاری، و زمان‌سنج است.

## تشریح بمب و لوازم بکار رفته
- تایمر: در بمب‌های ساعتی دو نوع تایمر بکار می‌رود:

الف:الکتریکی
ب:دست‌ساز (مکانیکی یا الکتریکی)
نحوه عملکرد آنها که همان برقراری ارتباط الکتریکی در زمان معین بین باتری و چاشنی الکتریکی است با هم یکسان است.
- چاشنی الکتریکی: در این نوع چاشنی از جریان الکتریکی برای فعال کردن خرج اولیه استفاده می‌شود. هر چاشنی الکتریکی از سه قسمت اصلی ساخته شده که عبارت‌اند از:

الف) المنت
ب) خرج که از دو قسمت:
1. خرج اولیه فولمینات جیوه یا استون پروکسید است، که جزء مواد حساس طبقه‌بندی می‌شوند.
2. خرج ثانویه که معمولاً از پتن که نیمه حساس است استفاده می‌شود.

ج) لوله باریک فلزی
- مواد منفجره: که بسته به نوع مصرف و مصرف‌کننده متغیر است مثلاً:TNT یا C4 یا باروت و غیره.
- باتری